# Lathyrus blepharicarpus
Lathyrus blepharicarpus är en ärtväxtart som beskrevs av Pierre Edmond Boissier. Lathyrus blepharicarpus ingår i släktet vialer, och familjen ärtväxter. Inga underarter finns listade i Catalogue of Life.